# Caroline Voaden
Caroline Jane Voaden (Wantage, 22 novembre 1968) è una politica e giornalista britannica, appartenente ai Liberal Democratici, attuale membro della Camera dei comuni per il collegio di South Devon ed europarlamentare dal 2019 al 2020.

## Biografia
Caroline è nata a Wantage nel Berkshire (ora Oxfordshire), il 22 novembre 1968, ed è cresciuta in Scozia. Successivamente si è trasferita a Sheffield per studiare francese ed economia, con un anno all'estero a Lilla.
Ora vive nel Devon con le sue due figlie, marito e figliastro, dopo essere rimasta vedova a 34 anni.
È stata professionalmente impegnata nel giornalismo e ha lavorato in vari rami dell'agenzia di stampa Reuters. Nel 1997-1999 ha gestito il suo ufficio a Zagabria. Gestiva anche un'attività in proprio e si occupava anche di editoria. Era a capo di un'organizzazione sociale che supportava le vedove (è diventata vedova nel 2003).
Alle elezioni del 2019, è stata eletta con i Liberal Democratici  per la IX legislatura del Parlamentare europeo. Alle elezioni generali nel Regno Unito del 2024 è stata eletta deputata nel collegio di South Devon.